# Serhij Schadan

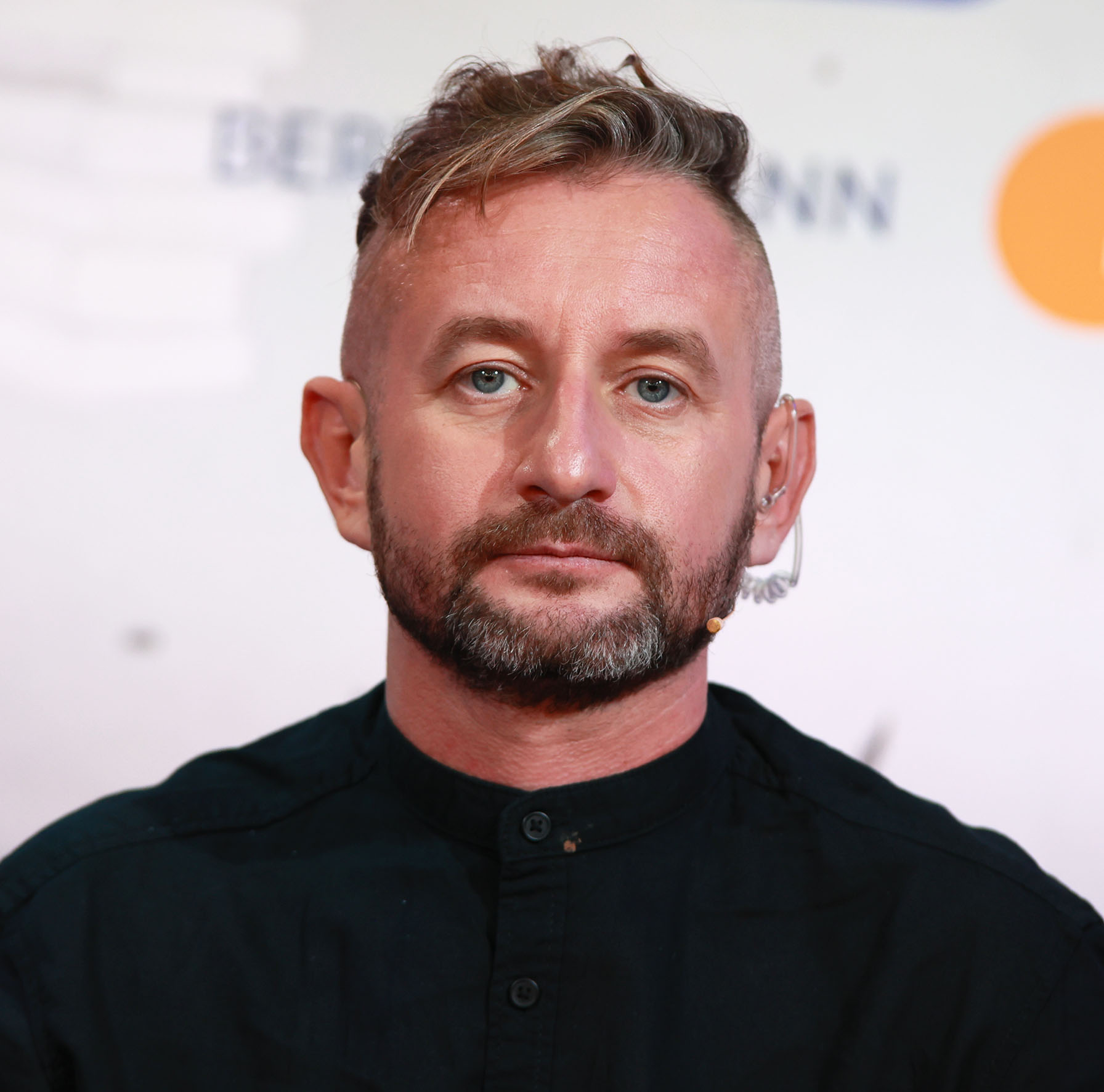
Serhij Schadan (2022)

Serhij Wiktorowytsch Schadan (ukrainisch Сергій Вікторович Жадан, englisch Serhiy Zhadan; * 23. August 1974 in Starobilsk, Oblast Luhansk) ist ein ukrainischer Schriftsteller, Dichter und Übersetzer. Schadan, der im deutschsprachigen Raum unter dem Namen Serhij Zhadan veröffentlicht, lebt in Charkiw.

## Leben
Serhij Schadan wurde im Industriegebiet Luhansk im Osten der damaligen Ukrainischen Sowjetrepublik geboren. Später zog er mit seinen Eltern nach Charkiw, der zweitgrößten Stadt der Ukraine. Dort studierte er Literaturwissenschaft, Ukrainistik und Germanistik und promovierte über den ukrainischen Futurismus.

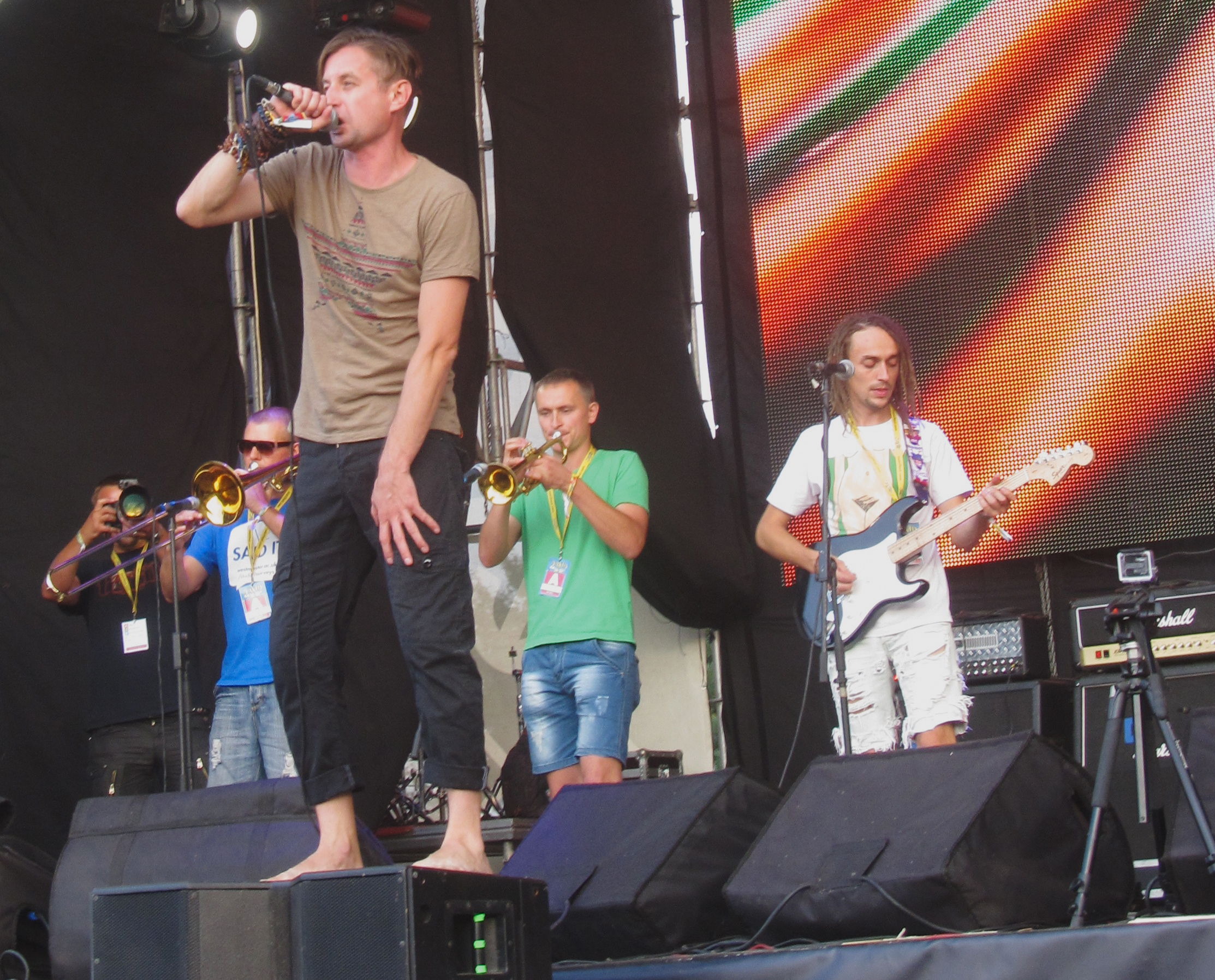
Schadan bei einem Auftritt mit der Band Sobaky w kosmossi (2013)

Seit 1991 gehört der Autor zahlreicher Lyrikbände zu den prägenden Figuren der jungen Szene in Charkiw, wo er bis heute lebt. Schadan tritt außerdem als Organisator von Literatur- und Musik-Festivals in Erscheinung und verfasst Rocksong-Texte, die er selbst zur Musik der Band Sobaky w kosmossi („Hunde im Kosmos“) spricht.
In seinem ersten, 2007 auch auf Deutsch erschienenen Roman Depeche Mode schildert Schadan die Odyssee seiner drei Protagonisten durch die postsozialistische Ukraine in der Umbruchszeit der frühen 1990er Jahre. Die anarchischen Studenten jener Zeit sehen in der britischen Elektropop-Band Depeche Mode einen Fluchtpunkt ihrer Träume vom Herauskommen aus dem Schlamassel. Die 2008 veröffentlichte Hörbuchfassung von Depeche Mode wurde von Harry Rowohlt gelesen. Big Mäc. Geschichten sind impressionistische Momentaufnahmen von Orten der Emigranten-Subkultur Mitteleuropas und persönliche Erinnerungen an den chaotischen Wandel der postsowjetischen Ukraine mit eingestreuten Reflexionen. Verarbeitet werden Erfahrungen mit der europäischen kulturellen Bohème, die sich auf Festivals, Lesungen und Konzerten trifft, unter anderem in Berlin und Wien.

## Auszeichnungen
Serhij Schadan wurde 2006 mit dem Hubert Burda Preis für junge Lyrik ausgezeichnet. Schadan war Aktivist der Orangen Revolution.
Im Jahr 2014 wurde Schadan für seinen Roman Die Erfindung des Jazz im Donbass (Originaltitel Woroschilowgrad, der ehemalige Name von Luhansk) zusammen mit seinen deutschen Übersetzern mit dem Brücke Berlin Literatur- und Übersetzerpreis ausgezeichnet. Ebenfalls 2014 wurde der Roman vom ukrainischen Dienst der BBC zum besten ukrainischen Buch des Jahrzehnts gewählt (von den 10 „besten Büchern des Jahres“ 2005–2014).
Am 17. Oktober 2015 wurde Schadan mit dem Mitteleuropäischen Literaturpreis Angelus für Mesopotamien geehrt. Michał Petryk und Adam Pomorski hatten Mesopotamia zeitgleich mit der Drucklegung übersetzt, so dass er bereits Ende 2014 in Wołowiec erscheinen konnte.
Im Mai 2017 erhielt er den Wassyl-Stus-Preis für seinen besonderen Beitrag zur ukrainischen Kultur und für die Nachhaltigkeit seiner bürgerlichen Position.
2022 wurde Schadan – zusammen mit den Übersetzern Reilly Costigan-Humes und Isaac Stackhouse Wheeler – für The Orphanage mit dem EBRD Literature Prize ausgezeichnet.
Im Juni 2022 wurde ihm der Friedenspreis des Deutschen Buchhandels zuerkannt. „Wir ehren den ukrainischen Schriftsteller und Musiker für sein herausragendes künstlerisches Werk sowie für seine humanitäre Haltung, mit der er sich den Menschen im Krieg zuwendet und ihnen unter Einsatz seines Lebens hilft“, so die Preisbegründung. Der Friedenspreis wurde Schadan am 23. Oktober 2022 in der Frankfurter Paulskirche feierlich überreicht. In seiner Ansprache im Anschluss an die Auszeichnung hielt er den Europäern als Frage formuliert vor, ihre warmen Häuser seien mit der Vernichtung der Ukraine erkauft. Nach der Rede applaudierte das Publikum eineinhalb Minuten lang stehend.
2022 wurde er mit dem Hannah-Arendt-Preis für politisches Denken geehrt. „Die Einblicke, die Serhij Zhadan in die ukrainische Gesellschaft gibt und die Art und Weise, wie er über das Über-Leben im Krieg (von 2014) erzählt, das steht einzigartig in der jüngeren europäischen Literatur“, begründete die Jury ihre Entscheidung.
2023 wurde Schadan der Tucholsky-Preis der schwedischen P.E.N.-Sektion zuerkannt.
2024 erhielt er die Ehrendoktorwürde der Ukrainischen Freien Universität in München. 2025 wurde er mit dem Österreichischen Staatspreis für Europäische Literatur gewürdigt.

## Wirken

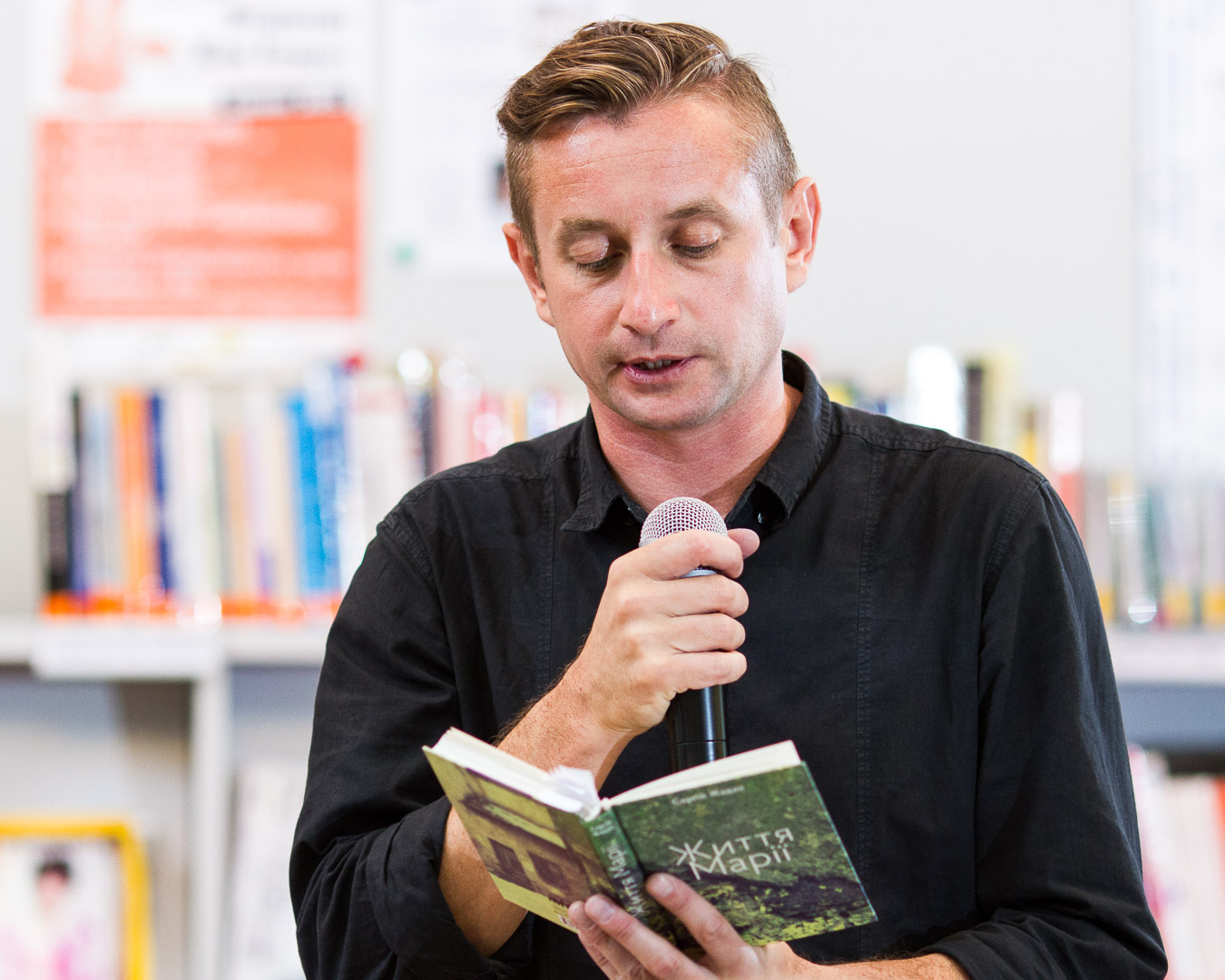
Schadan bei einer Lesung (2015)

Im Rahmen des Fortbildungsprogramms „Buch- und Medienpraxis“ an der Goethe-Universität war Serhij Schadan zusammen mit den ukrainischen Autoren Jurij Andruchowytsch und Jurko Prochasko und der ukrainischen Autorin Tanja Maljartschuk Anfang Februar 2014 in Frankfurt am Main. Am 5. Februar las er einen Auszug aus Die Erfindung des Jazz im Donbass während eines Leseabends im Literaturhaus Frankfurt vor und nahm am 6. Februar an einer Diskussion über die politische Lage in der Ukraine teil. Auf der Leipziger Buchmesse wehrte sich Schadan gegen Vorwürfe deutscher Linker, dass die ukrainische Demokratiebewegung massiv unterwandert sei, und sagte: „Faschisten sind diejenigen, die die aggressive und chauvinistische Politik Putins unterstützen“.
In der Frankfurter Allgemeinen Sonntagszeitung vom 20. April 2014 schilderte Schadan in einem ganzseitigen Artikel seine eigenen Erfahrungen bei der Erstürmung der Gebietsverwaltung von Charkiw am 1. März 2014. Bei dieser Gelegenheit wurde er von prorussischen Kräften, den Besetzern, krankenhausreif geschlagen. Die Neue Zürcher Zeitung veröffentlichte im August 2014 einen ausführlichen Bericht von Schadan über Die Angst der Menschen in der Ukraine.
Zwischen April 2014 und August 2015 reiste Schadan mit seiner Band mehrfach in den Donbass, gab dort Konzerte und lieferte Hilfsgüter. Seine Tagebuchaufzeichnungen erzählen von „Paradoxa und zerfallenden Schablonen“, von Niedertracht, verkehrter Logik und täglichem Wahnsinn.
Vom 1. bis 3. Dezember 2015 war Schadan für Workshop, Lesung, Vernissage Ukraine special ... Freischreiben im Kulturzentrum bei den Minoriten und der FH Joanneum in Graz.
Im Dezember 2016 gehörte er zu den Unterzeichnern des Aufrufs des Internationalen Literaturfestivals Berlin Schluss mit dem Massenmord in Aleppo!, der sich gegen den „Bombenkrieg des russischen Präsidenten Putin in der syrischen Stadt Aleppo“ wendet.

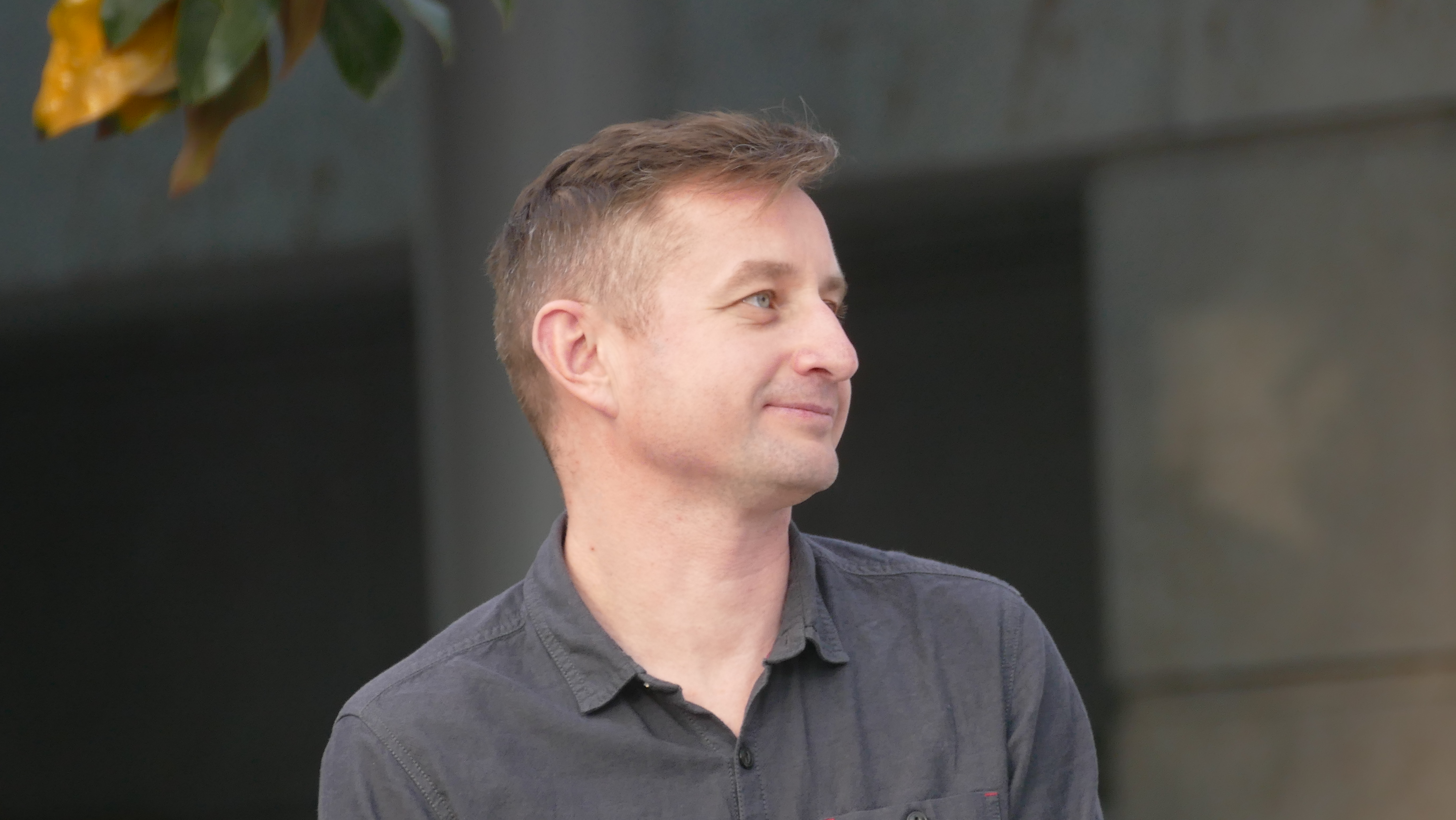
Schadan auf der Leipziger Buchmesse 2018

Die Übersetzung von Schadans Roman Internat vom Ukrainischen ins Deutsche durch Sabine Stöhr und Jurij Durkot wurde im März 2018 mit dem Preis der Leipziger Buchmesse in der Kategorie „Übersetzungen“ ausgezeichnet. Dirk Kurbjuweit nannte den Roman „ein kleines Meisterwerk“. 2021 wurde die Übersetzerin Claudia Dathe u. a. für die Übersetzung von Schadans Gedichtband Antenne mit dem erstmals vergebenen ukrainischen Drahomán-Preis ausgezeichnet.
Im Mai 2018 gehörte Schadan zu den Erstunterzeichnern eines offenen Briefs an die deutsche Bundeskanzlerin und den Bundesaußenminister, in dem diese darum gebeten wurden, sich für die Freilassung des in Russland inhaftierten ukrainischen Filmemachers Oleh Senzow einzusetzen.
In einem Spiegel-Gastbeitrag im März 2022 während des Überfalls Russlands auf die Ukraine sprach er davon, dass seit der Annexion der Krim Bürger Deutschlands, Frankreichs und der Schweiz nach immer neuen Möglichkeiten gesucht hätten, die Dinge nicht beim Namen zu nennen, etwa Russland nicht als „Aggressor“, Wladimir Putin nicht als „Schurken“ und den Krieg im Donbass nicht als „russisch-ukrainischen Krieg“ zu bezeichnen. Er betonte, dass davon die Rede sei, die NATO werde sich nicht in den „Ukrainekonflikt“ einmischen, man benutze also das Wort „Konflikt“ statt „Krieg“. Er hob weiter hervor, dass es ein Krieg gegen die Zivilbevölkerung sei.
Bei einer Gedenkveranstaltung auf dem Londoner Trafalgar Square am 23. Februar 2023 zum ersten Jahrestag der russischen Invasion trug Helen Mirren die englische Fassung von Schadan's Gedicht Take Only What Is Most Important vor.
Anfang April 2024 wurde bekannt, dass Serhij Schadan bekundet habe, er werde nun aktiv in das Chartia-Bataillon der ukrainischen Nationalgarde eintreten.

## Werke (in deutscher Übersetzung)
- Die Geschichte der Kultur zu Anfang des Jahrhunderts. Gedichte. Suhrkamp, Frankfurt am Main 2006, ISBN 978-3-518-12455-0.
- Depeche Mode. Roman. Übers. Juri Durkot, Suhrkamp, Frankfurt 2007, ISBN 978-3-518-12494-9 (auch als Hörbuch ISBN 978-3-86604-945-1).
- Anarchy in the UKR. Suhrkamp, Frankfurt 2007, ISBN 978-3-518-12522-9.
- mit Christoph Lingg, Susanne Schaber, Richard Swartz: STILLGELEGT: Industrieruinen im Osten. Edition Aufbruch, 2007.
- Die Selbstmordrate bei Clowns. Fotos Jacek Dziaczkowski, Edition FotoTapeta, Berlin 2009, ISBN 978-3-940524-04-1.
- Hymne der demokratischen Jugend. Suhrkamp, Frankfurt 2009, ISBN 978-3-518-42118-5.
- Big Mäc. Geschichten. Suhrkamp, Berlin 2011, ISBN 978-3-518-12630-1.
- Hymne der demokratischen Jugend. Übers. Juri Durkot, Sabine Stöhr, Suhrkamp, Berlin, 2011, ISBN 978-3-518-46217-1.
- Die Erfindung des Jazz im Donbass. Roman. Übersetzung von Juri Durkot, Sabine Stöhr. Suhrkamp, Berlin 2012, ISBN 978-3-518-42335-6.
- Mesopotamien. Roman. (Mesopotamija), Übers. Claudia Dathe, Juri Durkot, Sabine Stöhr. Suhrkamp, Berlin 2015, ISBN 978-3-518-42504-6.
- Laufen ohne anzuhalten. Erzählung. Übers. Sabine Stöhr. Haymon, Innsbruck 2016, ISBN 978-3-7099-7263-2.
- Warum ich nicht im Netz bin. Gedichte aus dem Krieg. Übers. Claudia Dathe, Suhrkamp, Berlin 2015, ISBN 978-3-518-07287-5.
- Internat. Roman. Übers. Juri Durkot, Sabine Stöhr. Suhrkamp, Frankfurt 2018, ISBN 978-3-518-42805-4.
- Antenne. Gedichtband. Übers. Claudia Dathe, Suhrkamp, Frankfurt 2020, ISBN 978-3-518-12752-0.
- Himmel über Charkiw. Nachrichten vom Überleben im Krieg, Suhrkamp, Berlin 2022, ISBN 978-3-518-43125-2.
- Chronik des eigenen Atems. 50 und 1 Gedicht. Gedichtband. Übers. Claudia Dathe, Suhrkamp, Berlin 2024, ISBN 978-3-518-12840-4.
- Keiner wird um etwas bitten. Neue Geschichten. Übers. Juri Durkot, Sabine Stöhr, Suhrkamp, Berlin 2025, ISBN 978-3-518-43238-9.